# Синельникова, Мария Владимировна
Мария Владимировна (Мира Вульфовна) Синельникова (1924 — 18 января 1942) — советская разведчица, погибшая при выполнении задания (вместе с Надеждой Прониной).

## Биография
Родилась летом 1924 года в Черикове в семье парикмахера. Занималась парашютным спортом, хорошо стреляла. Поступила в Московский институт иностранных языков, специализировалась в немецком языке, переехала в Подольск. С началом Великой Отечественной войны на фронт ушли отец и старший брат. Отец погиб под Старой Руссой, старший брат, Абрам, парашютист-десантник, тоже погиб.
В возрасте 17 лет Мария добилась в Подольском горкоме комсомола направления в Красную армию, по окончании спецшколы связистов разведки была направлена в разведотдел 43-й армии. С октября 1941 года по январь 1942 года Синельникова находилась в тылу врага по направлению Малоярославец—Тарутино—Медынь—Калуга.
Кратковременный отдых между заданиям проводила в своей коммунальной квартире, приводя в порядок довоенную одежду. Позднее соседи, вспоминая, каялись, что осуждали Машу за странность поведения: «кофточки подшивает, воротнички, а то и вовсе губы накрасила».
В своих мемуарах Начальник штаба армии генерал-майор Ф. Ф. Масленников писал о ней:
В самый тяжёлый период боев под Москвой по заданию Военного совета 43-й армии в октябре 1941 г. и в январе 1942 г. Мария Синельникова неоднократно переходила линию фронта, собирая в тылу противника ценные разведданные…
Синельникова своими точными сведениями помогала советской авиации и артиллерии наносить удары по немецким войскам. В частности, по её данным авиация разбомбила штаб соединения немецких войск в районе города Медынь — как отмечено в мемуарах Героя Советского Союза Константина Фомича Михаленко:
Поставили нам задачу: уничтожить крупный штаб немецкого войскового соединения в деревушке под Медынью. Были указаны даже дома, занятые штабными офицерами и службами… Вылет был совершен. Указанные дома уничтожены — взорваны бомбами или подожжены. Вскоре пришло сообщение из штаба 43-й об успешном выполнении задания с перечислением количества убитых солдат, офицеров и даже двух генералов. Это сообщение вызвало у нас удивление: как могло командование армии так быстро установить результаты бомбового налёта?.. П. Ш. Шиошвили, бывший начальник разведки 43-й армии, сообщил, что с октября 1941 года по январь 1942 года Маша Синельникова находилась в тылу врага по направлению Малоярославец-Тарутино-Медынь-Калуга. Она своими точными сведениями помогала нашей авиации и артиллерии наносить безошибочные удары по войскам противника. Он вспомнил, как по её данным авиация разбомбила штаб соединения фашистских войск в районе города Медынь. Вот, оказывается, кто сообщал в штаб 43-й армии такие точные сведения.

### Последний разведвыход
В последней разведке, после которой бесследно пропала, была вместе с Надеждой Петровной Прониной.
17 января 1942 года девушек обнаружили полицаи и взяли в стогу сена, где они прятались. При них была обнаружена рация. Доставили в деревню Корчажкино (Калужская область).
По воспоминаниям жительницы деревни Натальи Павловой — очевидца допроса:
Никогда не забуду, как били ту девушку с косами. Немец её и пряжкой, и испятками (каблуками сапог), а она упадет, да как вскочит и все ему по-немецки что-то говорит, по-немецки… Да что она, немка, что ли?.. А другая девушка сидит в уголку и плачет.
Полицаи, арестованные через несколько лет, присутствовавшие тогда на допросе, подтвердили героическое поведение Синельниковой во время пыток.
Затем девушек отвели в штаб к офицерам, и, по словам очевидцев, страшные крики истязуемых были слышны всю ночь.
Расстреляли Синельникову и Пронину утром 18 января 1942 года.
Первоначально похоронена была у школы д. Корчажкино на следующий день вместе с Прониной и бойцом Красной Армии. В 1955 году захоронение было перенесено в братскую могилу в посёлке Полотняный завод, имена погибших были установлены только в 1966 году, на мемориальной доске появилось её имя.

## Альтернативная версия
В 1970-х генерал Шиошвили высказал предположение о предательстве Маши, заявил, что она, возможно, жива и работает на радиостанции Израиля или США. Имя Маши было стерто с памятника братской могилы воинов в г. Полотняный Завод. Дальний родственник Маши Николай Маркович Синельников подал на генерала Шиошвили в суд за клевету, но суд не вынес однозначного решения ввиду отсутствия данных, однако имя Маши было восстановлено на памятнике братской могилы павших воинов.